# Kosmos 1891
Kosmos 1891, sovjetski vojni navigacijski i komunikacijski satelit iz programa Kosmos. Vrste je Parus.
Lansiran je 14. listopada 1987. godine u 12:35 s kozmodroma Pljesecka, s mjesta 133/3. Lansiran je u nisku orbitu oko planeta Zemlje raketom nosačem Kosmos-3M 11K65M. Prema NASI, lansirno vozilo bio je modificirani SS-5 (SKean IRBM) uz gornji stupanj. Orbita mu je 952 km u perigeju i 1028 km u apogeju. Orbitne inklinacije je 82,92°. Spacetrackov kataloški broj je 18402. COSPARova oznaka je 1987-087-A. Zemlju obilazi u 104,90 minuta. Pri lansiranju bio je mase 810 kg. 
Iz misije je ostao još jedan dio koji je ostao kružiti u niskoj orbiti.

## Vanjske poveznice
- N2YO.com Search Satellite Database (engl.)
- Celes Trak SATCAT Format Documentation (engl.)
- Kunstman  Arhivirana inačica izvorne stranice od 12. kolovoza 2019. (Wayback Machine) Satellites in Orbit (engl.)